# Багікла
Багікла — село в Лакському районі Дагестану.
Першоначально село знаходилось на південно-західному боці Турчі-Дагу, у місцевості «Бургъисану», на границі з Андалалом, де сьогодні залишилися рештки поселення. За рішенням халкьлавчи (голова народу) поселення було перенесено в місцевість АритІалу і обмуроване кам'яною стіною. Як говорив халкьлавчи, цей аул мав функцію приграничної зони та захисту Лакії від сусідніх племен. Скільки проїснувало це поселення невідомо, бо завжди була нестача води. Тоді частина села переселилася на північ Турчи-Дагу, а інша в місцевість, де сьогодні знаходиться Багікла.
У 1855 році при дворі Алгар-хана в селі Кумух працював завод з виробництва пороху, Яким керував багіклінець Хъуна-Сулай.
У період колективізації село постраждало найменше — ніхто не був висланий як кулак. Навіть найбагатших селян змусили вступити в колгосп віддавши все своє майно.
Сільська рада і адміністрація села з 1928 була в селі Унчукатль, а з 1955 й донині в селі Кума.
У 1886 році в селі було 65 дворів. В 1914 тут мешкало 335 осіб.